# 李成玉
李成玉（1946年8月—），回族，寧夏海原人，1971年8月加入中國共產黨，1971年12月參加工作，中共中央黨校幹部進修班畢業，中央黨校大專學歷，是中共第十六屆中央候補委員，第十七屆中央委員。曾担任河南省人民政府省长、中华全国供销合作总社理事会主任等职务。

## 生平
1971年12月至1973年8月任寧夏回族自治區海原縣鄭旗公社黨委秘書。1973年8月至1975年10月任中共海原縣委常委、鄭旗公社黨委副書記（其間：1974年7月至1975年7月在中央民族學院幹訓班學習）。1975年10月至1976年10月任中共海原縣委常委、海原縣李俊公社黨委書記。
1976年10月至1978年6月任中共海原縣委常委、海原縣革委會副主任。1978年6月至1983年9月任共青團寧夏回族自治區委書記。1983年9月至1985年8月在中共中央黨校幹部進修班學習。1985年8月至1988年5月任中共寧夏回族自治區銀南地委副書記、銀南地區行署專員。1988年5月至1992年11月任寧夏回族自治區政府副主席。
1992年11月至1995年12月任河南省副省長。1995年12月至1998年8月任中共河南省委常委、河南省副省長。1998年8月至2003年1月任中共河南省委副書記、河南省常务副省長。2003年1月至2008年4月任中共河南省委副書記、河南省省長。其中2003年1月和2008年1月于河南省人民代表大會上，兩次當選省長。第二次當選三個月後辭職。其担任省长期间，身为回族的李成玉在2004年10月中牟县狼城岗镇回汉冲突事件中处置不力，饱受诟病。
2008年5月當選為中華全國供銷合作總社理事會主任。2011年8月26日，任第十一届全国人民代表大会农业与农村委员会副主任委员。2013年3月，任第十二届全国政协委员会常务委员、人口资源环境委员会副主任。